# Kalai-Preis
Der Prize in Game Theory and Computer Science of the Game Theory Society in Honour of Ehud Kalai (deutsch: Preis in Spieltheorie und Informatik der Game Theory Society zu Ehren von Ehud Kalai), in der Regel kurz als Kalai-Preis bezeichnet, ist eine von der Game Theory Society vergebene wissenschaftliche Auszeichnung aus dem Schnittstellenbereich von Spieltheorie und Informatik. Er ist nach dem israelischen Mathematiker Ehud Kalai benannt.

## Hintergrund
Der Preis wurde 2008 von Yoav Shoham gestiftet, um maßgebliche Beiträge aus dem Schnittstellenbereich von Spieltheorie und Informatik auszuzeichnen. Er wird alle vier Jahre vergeben an einen oder mehrere Wissenschaftler, die bei Preisvergabe maximal 45 Jahre alt sind, und ist mit 2500 US-Dollar zuzüglich eines Reisestipendiums zur Teilnahme am alle vier Jahre stattfindenden Weltkongress der Gesellschaft dotiert. Ursprünglich war die Dekade vor jeweiliger Vergabe als Zeitrahmen vorgesehen, 2016 wurde dies in Anlehnung an den Gödel-Preis angepasst, so dass seither die Arbeit nicht älter als 14 Jahre sein darf.

## Bisherige Preisträger
- 2008: Constantinos Daskalakis, Paul W. Goldberg, Christos Papadimitriou („The Complexity of Computing a Nash Equilibrium“, 2006)
- 2012: Benjamin Edelman, Michael Ostrovsky, Michael Schwarz („Internet Advertising and the Generalized-Second Price Auction: Selling Billions of Dollars worth of Keywords“, 2007) sowie Hal Varian („Position Auctions“, 2006)
- 2016: Tim Roughgarden („Intrinsic Robustness of the Price of Anarchy“, 2009)
- 2020: Yakov Babichenko, Aviad Rubinstein („Communication Complexity of Approximate Nash Equilibria“, 2017)
- 2024: Ioannis Caragiannis et al. („The Unreasonable Fairness of Maximum Nash Welfare“, 2019)[1]